# Саломон Морел
Саломон Морел (хебр. סלומון מורל, пољ. Salomon Morel) био је официр у Министарству јавне безбедности Пољске Народне Републике и командант концентрационих логора којима су управљали НКВД и комунистичке власти до 1956. године.
Након што је нацистичка Немачка окупирала Пољску, Морел и његова породица су се скривали како би избегли смештај у један од јеврејских гета у Пољској коју су окупирали Немачки. И Саломон и његов брат су преживели део рата и Холокауста под заштитом локалног пољског фармера, пре него што су се придружили комунистичким партизанима.
Године 1944. Морел је постао управник совјетског затвора НКВД-а у замку Лублин. Током већег дела 1945. године био је командант радног логора Згода у Свјентохловицама. Године 1949. постављен је за команданта концентрационог логора Јавожно и остао је командант бројних концентрационих логора све док сви нису затворени 1956. године након Пољског октобра. Затим је радио као управник затвора у Катовицама и унапређен је у чин пуковника политичке тајне полиције, МБП. Смењен је током пољске политичке кризе 1968. године, која је довела до чишћења бивших стаљиниста.
Почетком 1990-их, Морела је био под истрагом од стране „Институт националног сећања” због ратних злочина и злочина против човечности, укључујући убиства из освете више од 1.500 затвореника у Горњој Шлезији, од којих је већина била изворни говорници шлеског немачког језика или пољски политички затвореници. Године 1996, Пољска га је оптужила за мучење, ратне злочине, злочине против човечности и комунистичке злочине. Након што су његов случај објавили пољски, немачки, британски и амерички медији, Морел је побегао у Израел и добио је држављанство према Закону о повратку. Пољска је два пута тражила његову екстрадицију, једном 1998. и једном 2004. године, али је Израел одбио да се повинује захтеву и одбацио је озбиљније оптужбе као лажне, а поново је одбио екстрадицију уз образложење да је застарелост против Морела истекла и да је Морел лошег здравственог стања. Пољске власти су одговориле оптужујући Израел да примењује двоструке стандарде, а контроверза око Мореловог изручења наставила се до његове смрти.

## Порекло и младост
Саломон Морел је рођен 15. новембра 1919. године у селу Гарбов близу Лублина, у Пољској, као син јеврејског пекара који је поседовао малу пекару. Током Велике депресије, породични посао је почео да пропада. Стога се Морел преселио у Лођ где је радио као продавац, али се вратио у Гарбов након избијања рата у септембру 1939. године.

## Други светски рат и рана служба у НКВД-у
Морелова породица се скривала током Другог светског рата како би избегла смештај у гето. Морелову мајку, оца и једног брата убила је Плава полиција током Божића 1942. године. Соломон Морел и његов брат Изак преживели су Холокауст скривајући их Јозеф Ткачик, пољски католик. Године 1983, Јозеф Ткачик је проглашен једним од Праведника међу народима од стране Јад Вашема због спасавања браће Морел.
Морелова два брата су погинула током рата, један 1943. године, други 1945. године. Према IPN-у, како је Источни фронт напредовао, Морел и други комунистички партизани су изашли из скривалишта. Лета 1944. године, Морел се придружио Milicja Obywatelska у Лублину. Касније је постао управник у Лублинском замку, где су многи војници антикомунистичке Armia Krajowa (Домовинске Армије) били затворени и мучени.
Израелски мас медији и влада представили су још једну другачију верзију његовог живота. У израелском писму којим се одбија екстрадиција наводи се да се Морел придружио партизанима Црвене армије 1942. године и да је био у шумама када су његови родитељи, снаја и један брат наводно убијени од стране Плаве полиције. Према бројним медијским изворима,  Морел је тврдио да је у једном тренутку био заточеник у Аушвицу и да је преко тридесет његових рођака убијено у Холокаусту.

## Командант радног логора Згода
Дана 15. марта 1945. године, Морел је постао командант озлоглашеног логора Згода у Свјентохловицама. Логор Згода је основала совјетска политичка полиција, или НКВД, након што је Совјетска војска ушла у јужну Пољску. У фебруару 1945. године логор је предат пољском Министарству јавне безбедности. Већина затвореника у логору били су Шлезијци и немачки држављани, док је мали број био из „централне Пољске“, а око 38 странаца.
Понекад су деца слата у логор заједно са родитељима. Затвореници нису били оптужени ни за један злочин, већ су слати по одлуци безбедносних власти. Власти су покушале да убеде друштво да су затвореници само етнички Немци и бивши нацистички ратни злочинци и колаборационисти. Кит Лоу напомиње да је „у стварности скоро свако могао да заврши тамо“, а споменик испред главне капије логора описује затворенике као углавном локално становништво. Процењује се да је близу 2.000 затвореника умрло у логору где су мучење и злостављање затвореника били хронични и раширени и резултирали су просечно са 100 смртних случајева дневно. Саломон Морел је преферирао метод мучења користећи резервоар са леденом водом у који су затвореници стављани са леденом водом до врата док не би умрли. Логор је затворен у новембру 1945. године.
Преживела Дорота Боричек описала је Морела као „варварског и окрутног човека“ који је често лично мучио и убијао затворенике. Герхард Грушка, локални становник Горње Шлеске пољског порекла, био је затворен у Згоди када је имао 14 година и написао је књигу о својим искуствима, детаљно описујући ендемско мучење и злостављање у логору. Морел је такође оптужен за опсежан образац садистичког мучења у књизи Џона Сака „Око за око: Неиспричана прича о јеврејској освети против Немаца“ 1945. године, што је допринело публицитету његовог случаја у англофоном свету 1990-их.
Историчари Николас А. Робинс и Адам Џоунс примећују да је Морел „председавао убилачким режимом заснованим на свеприсутним нападима и зверствима над немачким заробљеницима“. Кит Лоу примећује да „када су милиони измучених и осиромашених избеглица почели да преплављују Немачку у јесен 1945. године, они су са собом донели неке узнемирујуће приче о местима која су називали 'логорима пакла', 'логорима смрти' и 'логорима за истребљење'“. Логор Згода био је међу најозлоглашенијим од ових логора, а Лоу га детаљно разматра. Лоу примећује да су приче преживелих из Згоде и других логора имале дубок утицај на западнонемачко друштво и да су њихове приче немачка влада и општа популација схватали изузетно озбиљно као примере стаљинистичке бруталности.

## Командант концентрационог логора Јавожно
Од фебруара 1949. до новембра 1951. Морел је био командант концентрационог логора Јавожно, концентрационог логора из стаљинистичке ере за политичке затворенике (означене као „непријатељи нације“) у Пољској. До тада је већ имао репутацију „изузетног садисте“ у Пољској. Током Мореловог времена као команданта, затвореници су били првенствено Пољаци који су хапшени због свог противљења стаљинизму, а међу њима су били војници Пољске Крајевинске армије и чланови других пољских организација отпора као што је Слобода и независност која је била активна од 1945. до 1952. године. Затвореници су често били мучени и подвргнути присилном раду. Морел је напустио логор када је претворен у логор за адолесцентне политичке затворенике.

## Каснија каријера
Морел је наставио да ради као командант концентрационих логора из стаљинистичког доба до 1956. године. Када је Пољски октобар ослабио тврдокорну стаљинистичку фракцију у Пољској, стаљинистички концентрациони логори су затворени. Након 1956. године, Морел је радио у разним затворима у Шлезији и унапређен је у чин пуковника политичке полиције, МБП. Шездесетих година прошлог века био је управник затвора у Катовицама. Године 1964. одбранио је магистарску диплому са тезом о економској вредности присилног рада на Правном факултету Универзитета у Вроцлаву. Током педесетих година прошлог века, пољска комунистичка влада му је доделила Коњички крст Полоније Реституте и Златни крст за заслуге.

### Отпуштање
Морел је смењен са своје позиције у мају 1968. године након пољске политичке кризе 1968. године, која је довела до чишћења и јеврејских званичника и бивших стаљиниста. Пошто је Морел био Јеврејин и имао је прошлост као шеф концентрационих логора из стаљинистичког доба, постао је очигледна мета кампање 1968. године. За разлику од већине других пољских Јевреја, и иако је пољска комунистичка влада вршила притисак на Јевреје да емигрирају, Морел је ипак одлучио да остане у Пољској и тамо је живео као пензионер од 49. године.

## Кривично гоњење
Године 1990, након пада комунизма, Генерална комисија за истрагу злочина против пољске нације, претеча Института националног сећања, почела је да истражује злостављања почињена у логору Згода. Плашећи се кривичног гоњења, Морел је емигрирао у Израел 1992. године.

### Оптужница
Пољско јавно тужилаштво је 1996. године формално подигло оптужницу против Саломона Морела за геноцид. Оптужница је касније измењена и обухватила је ратне злочине, злочине против човечности и комунистичке злочине. Последња оптужба је додата 2004. године и представља посебно кривично дело према пољском кривичном закону.

### Контроверза око екстрадиције
Пољска је 1998. године затражила да се Морел изручи ради суђења, али је Израел то одбио. У одговору који је израелска влада послала пољском Министарству правде наводи се да Израел неће изручити господина Морела јер је истекао рок за застаревања ратних злочина.
У априлу 2004. године, Пољска је поднела још један захтев за изручење против Морела, овог пута са новим доказима, надоградивши случај на „комунистичке злочине против становништва“. Главна оптужба против Саломона Морела била је да је, као командант логора Згода у Свјентохловицама, створио за затворенике у овом логору, из етничких и политичких разлога, услове који су угрожавали њихове животе, укључујући гладовање и мучење. Оптужбе против Морела заснивале су се првенствено на исказима преко 100 сведока, укључујући 58 бивших затвореника логора Згода. У јулу 2005. године израелска влада је поново формално одбила овај захтев. У одговору су одбачене озбиљније оптужбе као лажне, потенцијално део антисемитске завере, и поново је одбијена екстрадиција уз образложење да је застарелост против Морела истекла и да је Морел лошег здравственог стања. Ева Кој, тужитељка Пољског института националног сећања, критиковала је одлуку. „Требало би да постоји једна мера за суђење ратним злочинцима, било да су Немци, Израелци или било које друге националности“, рекла је Кој. Морел је умро у Тел Авиву 14. фебруара 2007. године, седамнаест година након што је истрага и кривично гоњење против њега започето.

### Наслеђе
Ана Еплбаум описује Морела као:
 жртву Холокауста, комунистички злочинац, човек који је изгубио целу породицу због нациста, човек обузет садистичким бесом према Немцима и Пољацима, бесом који је можда, а можда и није, потицао из његовог статуса жртве и могао је, а можда и није био повезан са његовим комунизмом. Био је дубоко осветољубив и дубоко насилан. Комунистичка пољска држава га је одликовала медаљама, посткомунистичка пољска га је гонила, а израелска држава га је бранила, иако није изразио интересовање за пресељење у Израел све до пола века након рата, па чак и тада тек након што је почео да се плаши гоњења.